# Штаймель (Гуммерсбах)
Штаймель (нем. Steimel) — одна из горных вершин на территории города Гуммерсбах (Обербергишес-Ланд, Северный Рейн-Вестфалия, Германия).

## Географическое положение
Вершина Штаймель относится к одной из горных вершин в системе хребтов низкогорной северо-западной части Рейнских Сланцевых гор. В системе природно-территориальных (ландшафтных) комплексов (ПТК) Германии относится к вершинам плато Леппе (номер ПТК — 338.222) (нем. Leppehochfläche), граничащего на востоке с горной страной Обераггер (ПТК 339.00) (нем. Oberaggerbergland).

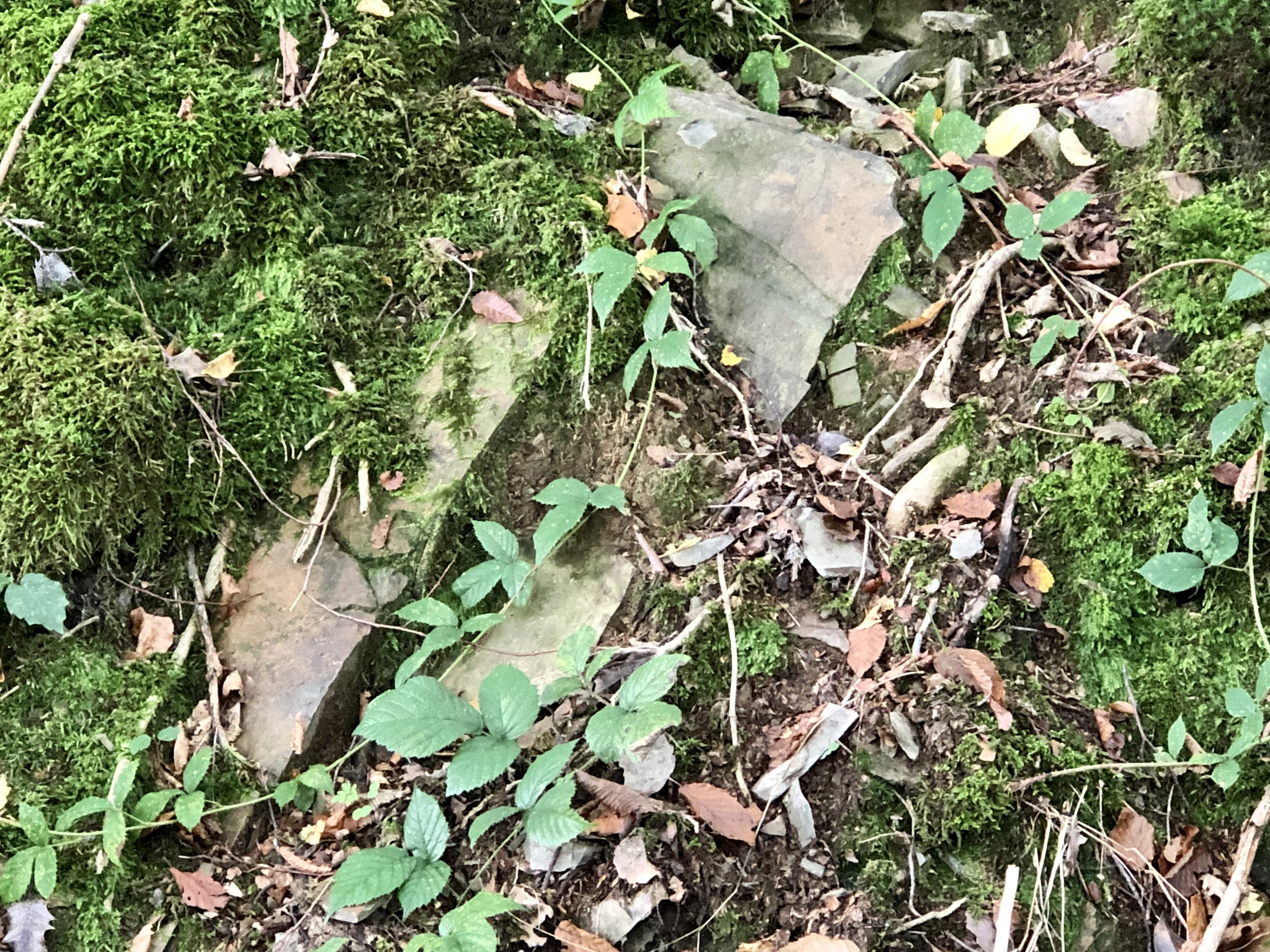
Граувакка Штаймеля

Ближайшими населёнными пунктами, расположенными непосредственно у горной вершины являются: на севере — Лютцингхаузен (нем. Lützinghausen), на западе — поселения Бирнбаум и Апфельбаум. На востоке гора ограничена глубокой долиной водотока Ламбах Зифен (нем. Lambach Siefen) c находящимся под охраной биотопом BK-4910-172. На юге гора ограничена сухой долиной у поселения Родт (нем. Rodt).

## Геология
Штаймель сложен горными породами Эйфельского (Айфельского) яруса среднего девона. Этот комплекс отложений определён как местная геологическая формация Мюленберг возрастом 393.3-387.7 млн лет. Горные породы представлены грауваккой — плотным прочным тонкозернистым песчаником бурого цвета, используемого в округе в качестве бутового камня.

## Общая характеристика
Гора Штаймель представляет куполообразный отрог (шпору), выходящий на юг от водораздельного холмистого плато. Абсолютная высота составляет 331 м, а относительная в южном направлении — более 100 метров.. Северный склон пологий, плавно спускающийся к автодороге земельного значения Д 323, а восточный и южный, заросшие редкостойным елово-дубово-буковым лесом — крутые. Происхождение горы — эрозионное.
Гора недоступна для туристов, поскольку на ней отсутствую дороги и тропы, к тому же её северная и восточная сторона имеют искусственные ограждения.

## Фотографии

Виды Штаймеля
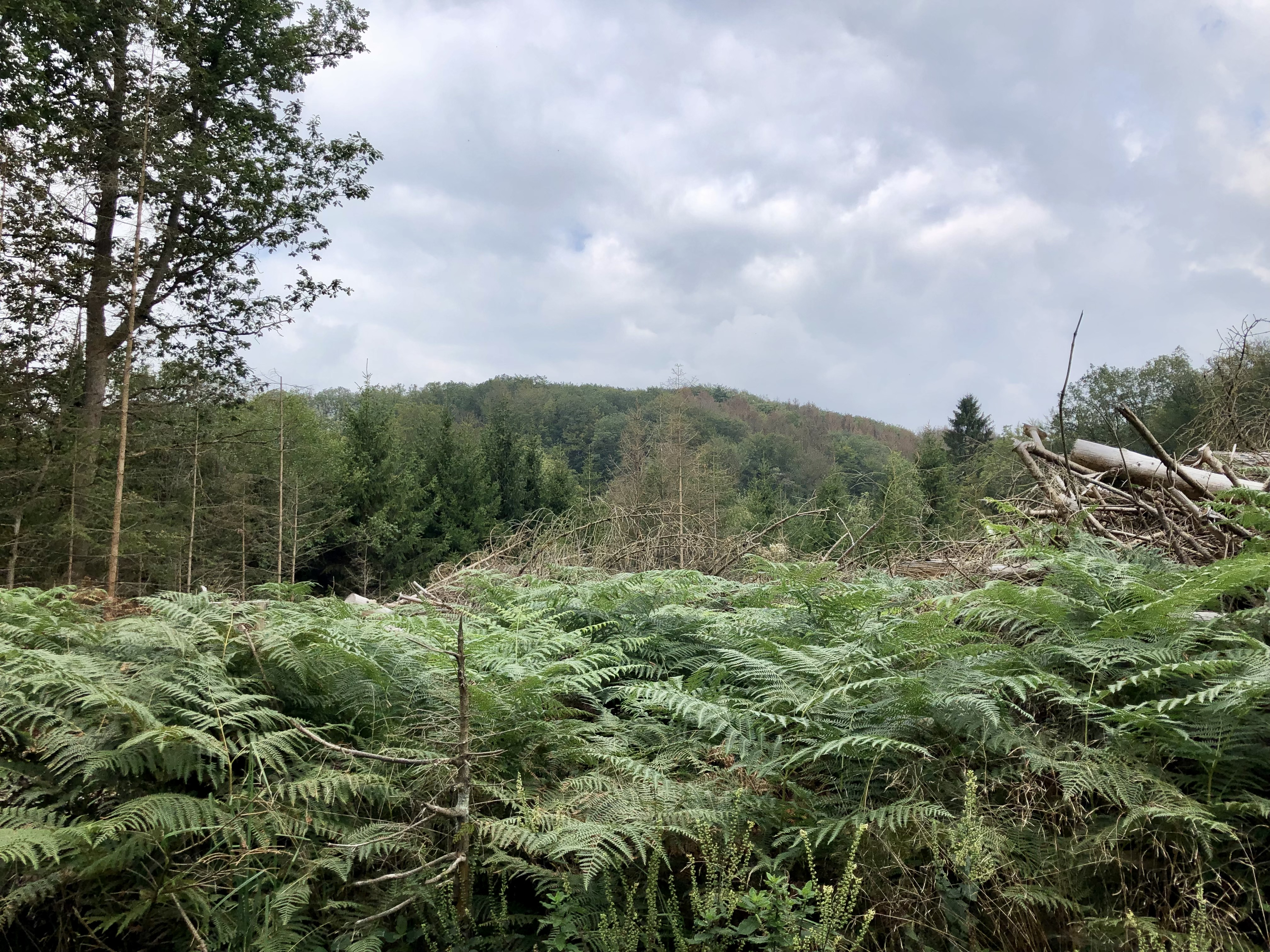
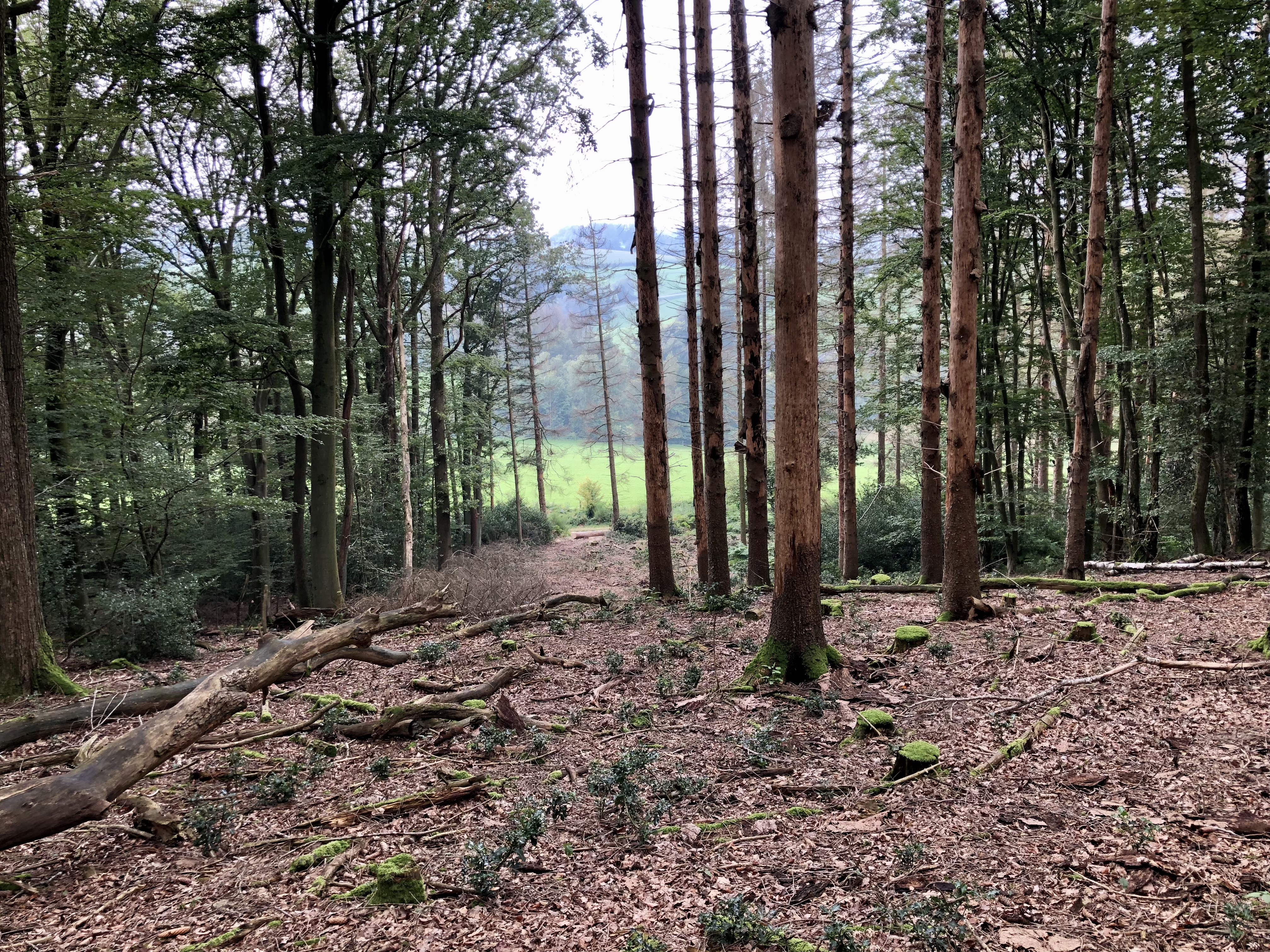
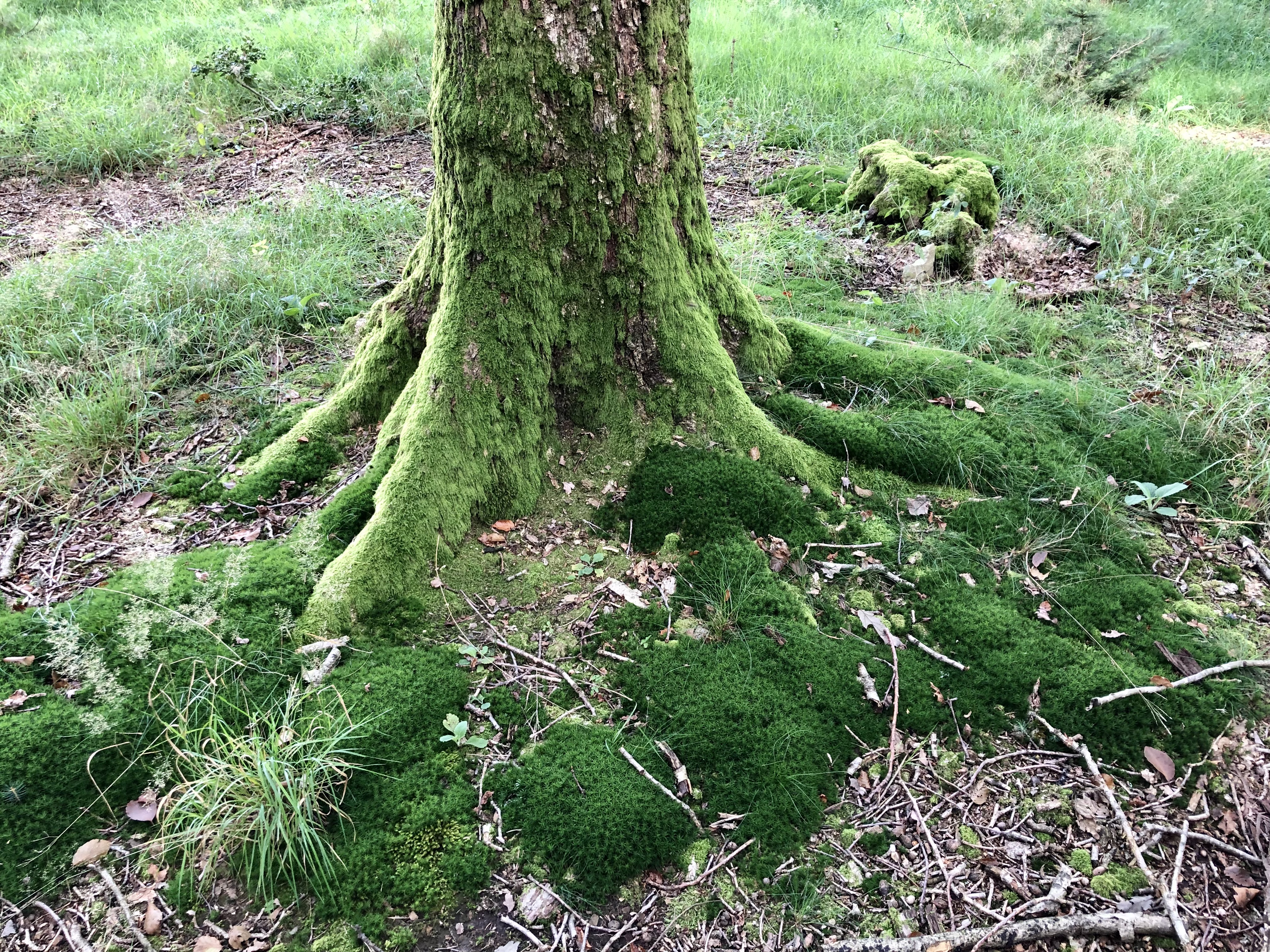
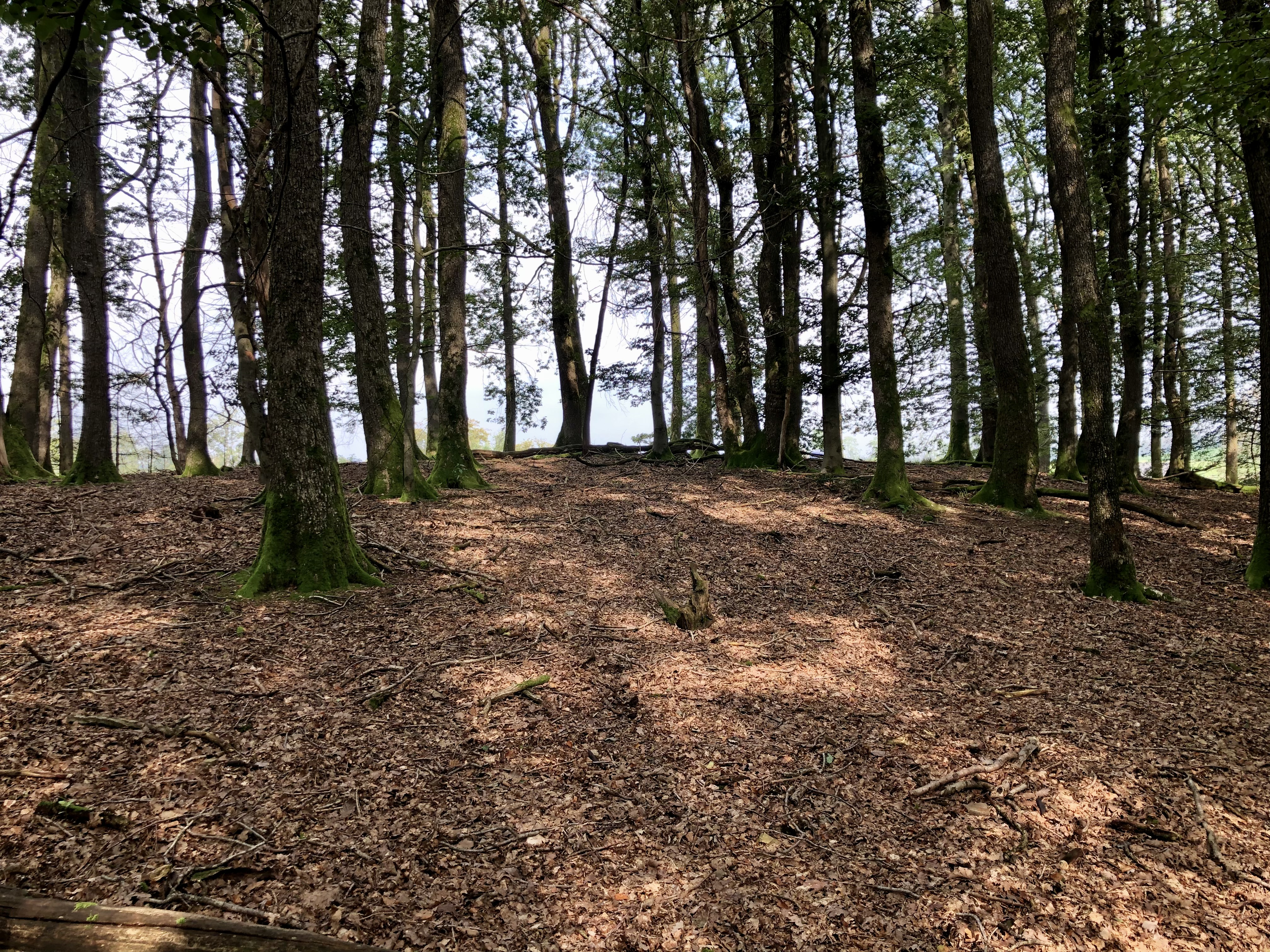
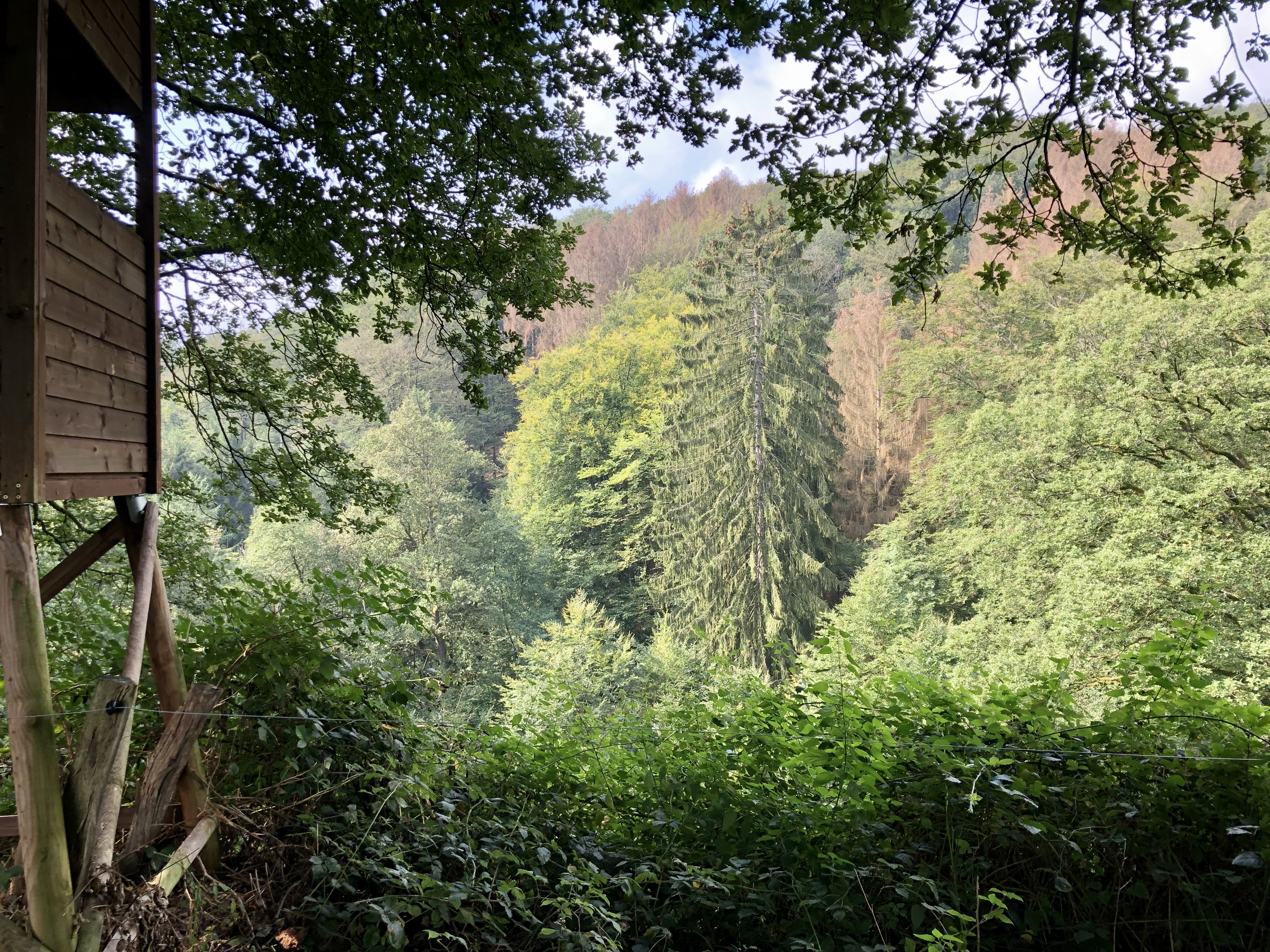